# Нуриев, Владислав Максимович
Владислав Максимович Нуриев (род. 20 февраля 1996, Ташкент) — узбекистанский футболист, выступавший на позиции нападающего.

## Карьера
Воспитанник футбольного клуба «Бунёдкор».
В январе 2016 года перешёл в «Обод», где свой единственный матч сыграл 14 мая 2016 года в Супер Лиге против «Нефтчи».
В августе 2016 года перешёл в «Навбахор». Дебютировал за клуб 8 августа 2016 года против «Нефтчи».
В 2017 году перешёл в киргизский клуб «Алга».
В январе 2018 года перешёл в индийский клуб «Фатех Хайдарабад», за который провёт 3 матча.
В январе 2019 года вернулся в «Бунёдкор». Дебютный матч сыграл 12 мая 2019 года против клуба «Коканд 1912». Оставался игроком замены.
Также в период 2020 по 2021 года выступал в таких клубах как «Клаб Валенсия», «КПК» и «АРА».
В июне 2022 года подписал контракт с белорусским клубом «Белшина». Дебютировал за клуб 17 июня 2022 года в Высшей Лиге против «Энергетика-БГУ», выйдя на замену на 61 минуте. Дебютный гол забил 22 июня 2022 года в Кубке Беларуси против «Технолога-БГУТ».
В августе 2022 года перешёл в тайваньский клуб «Тайбэй». В 2024 году футболист завершил профессиональную карьеру.